# Rhytisma asteris
Rhytisma asteris är en svampart som först beskrevs av Ludwig David von Schweinitz, och fick sitt nu gällande namn av Ludwig David von Schweinitz 1832. Rhytisma asteris ingår i släktet Rhytisma och familjen Rhytismataceae.   Inga underarter finns listade i Catalogue of Life.